# Nexity
Nexity — французская девелоперская компания. Создана в 2000 году выделением из Vivendi. Штаб-квартира расположена в VIII округе Парижа.

## История
Compagnie Générale des Eaux (CGE) была основана в середине XIX века для водоснабжения городов Франции; к началу XX века стала одной из крупнейших частных компаний страны. В 1960-х годах CGE начала расширять деятельность в другие отрасли, в частности, в строительство. В 1979 году была куплена компания Maison Phenix; она была основана в 1946 году и одной из первых во Франции начала массовое строительство недорогого типового жилья.
В 1980-х годах было куплено ещё несколько строительных компаний, а в 1988 году была поглощена Société Générale d’Entreprise (позже ставшая Vinci). В 1995 году у Groupe Arnault (принадлежавшей Бернару Арно) была куплена компания George V.
В 1996 году все активы в сфере недвижимости были объединены в дочернюю структуру Compagnie Générale d’Immobilier et de Services (CGIS, «Генеральную компанию недвижимости и услуг»), а строительные предприятия объединены с Société Générale d’Entreprise, которая в 1998 году отделилась в самостоятельную компанию; после этого CGE была переименована в Vivendi. В 2000 году CGIS также стала самостоятельной и сменила название на Nexity; в выкупе компании принимали участие менеджмент (Стефан Бернар и Ален Динен) и инвестиционные компании CDC Ixis Capital, LBO France и Lehman Brothers. В 2002 году были созданы дочерние компании в Испании и Португалии, а в 2003 году — в Бельгии.
В октябре 2004 года акции компании были размещены на бирже. Позже было поглощено несколько компаний, включая Oralia (2014 год, управление недвижимостью), PERL (2016 год, эксплуатация социального жилья), Edouard Denis (2016 год, жилое строительство), Angelotti (2022 год, жилое строительство в Окситании). В 2023 году, в результате кризиса в сфере недвижимости, вызванного ростом процентных ставок, Nexity продала подразделение управления жилой недвижимостью, дочерние компании в Польше и Португалии, также на продажу были выставлены активы в Бельгии, Италии и Германии.

## Собственники и руководство
Крупнейшие акционеры по состоянию на 2024 год: NewAlpha Asset Management (7,3 %), Predica Prévoyance Dialogue du Crédit Agricole (6,42 %), Assurances du Crédit Mutuel Vie (5,05 %), La Mondiale SAM (5 %).
Вероник Бедаг (Véronique Bédague, род. 20 января 1964 года) — председатель совета директоров с начала 2023 года и главный исполнительный директор с мая 2021 года, в компании с 2017 года. Ранее была руководителем аппарата премьер-министра Франции, работала в министерстве экономики и финансов, МВФ и мэрии Парижа.

## Деятельность
Компания Nexity осуществляет планирование городской застройки, девелопмент жилой, коммерческой и офисной недвижимости, реконструкцию зданий, а также предоставляет услуги по обслуживанию зданий. Основной специализацией является строительство жилой недвижимости: кондоминиумов, социального жилья, частных домов. Деятельность почти полностью сосредоточена во Франции.